# Elsevier
Pour les articles homonymes, voir Elsevier (homonymie).
Elsevier B.V. est un groupe éditorial, filiale de la multinationale britannique RELX. Elsevier, créée en tant que Elsevier's Uitgeversmaatschappij en 1880 par Jacobus George Robbers (nl), est l'un des plus gros éditeurs mondiaux de littérature scientifique.

## Historique et description
Elsevier a été fondée en 1880 par deux libraires néerlandais, George Lodewijk Funke (nl) (1836-1885) et Jacobus George Robbers ; elle fut nommée ainsi en hommage à la famille d'éditeurs Elzevier, dont les premiers ouvrages imprimés remontent à la fin du XVIe siècle. Le premier siège d'Elsevier se situait à Rotterdam puis ce fut Amsterdam en 1887. L'un de ses premiers succès est l'édition revue et corrigée du roman Max Havelaar. En 1884, elle devient l'éditrice de l'encyclopédie Winkler Prins, principal usuel du pays, qui connaît neuf éditions successives jusqu'en 1993.
Cette maison reste familiale jusqu'en 1940, avec une moyenne de dix employés. L'expansion se produit grâce au développement de l'édition scientifique et remonte à 1945 ; il fut largement financé par le succès du périodique Elseviers Weekblad, un hebdomadaire, actuellement toujours en tête des ventes aux Pays-Bas, et dont l'existence remonte à 1890 avec le lancement du Elsevier's Geïllustreerd Maandschrift, interdit durant l'occupation allemande en 1940.
Durant les années 1950 et 1960, Elsevier se lance dans la production d'ouvrages scientifiques en anglais et acquiert une véritable expertise. Des bureaux à Londres et New York sont ouverts. En 1970, Elsevier prend en partie le contrôle de la North-Holland Publishing Company, qui possédait un catalogue depuis les années 1930 composés de livres de mathématique et de physique. North-Holland est resté depuis une marque du groupe.
En 1972, Elsevier se rapproche de la maison Excerpta Medica, fondée par le neurochirurgien Pierre Vinken (1927-2011), lequel entre au conseil d'administration en 1979 avant d'en devenir le président.
En 1991, la revue The Lancet, propriété de Robert Maxwell via Pergamon Press est acquise par Elsevier.
En 1993 a lieu la fusion avec le groupe britannique Reed, spécialisé dans l'événementiel professionnel et les médias, pour former le groupe Reed Elsevier.
En 2005, le groupe rachète l'éditeur scientifique français Masson et le fusionne avec Elsevier France pour former Elsevier Masson.
En 2015, Reed Elsevier prend le nom de RELX Group.
Depuis 2012, Elsevier a diversifié son activité en acquérant plusieurs entreprises offrant différents services aux universités et aux chercheurs : logiciel bibliographique (Mendeley), plateforme de dépôt de publications en libre accès (SSRN), ou les outils de gestion de la recherche Pure et Bepress. Elsevier est signataire de la Charte de l’édition en format accessible de l’Accessible Books Consortium.
Elsevier dispose de plus de 7 000 collaborateurs répartis sur une centaine de sites à travers le monde.
Le siège central est à la Millennium Tower d'Amsterdam.

## Polémiques
En 2009, dans le cadre du scandale du médicament Vioxx, The Scientist révèle dans un article intitulé « Merck Published Fake Journal » que l'entreprise Merck a payé un montant tenu secret à Elsevier, pour que la société Excerpta Medica qu'elle détient, édite une fausse revue médicale intitulée The Australasian Journal of Bone and Joint Medicine dont la présentation faisait penser à une revue à comité de lecture (peer-reviewed journal), mais qui n’était en fait qu’un outil publicitaire pour les médicaments de la multinationale américaine et notamment pour dissiper les craintes concernant la sécurité du Vioxx (rofécoxib),. Merck tout en défendant son médicament anti-arthritique rofécoxib (Vioxx), s'est excusée pour ce journal « parrainé » par la société.
Depuis 2012, Elsevier est montré du doigt par la communauté scientifique pour ses pratiques de prix excessifs concernant l'accès à son catalogue. Cette question s'insère dans le débat plus large sur le coût du savoir (The Cost of Knowledge) concernant la recherche financée par les organismes publics. Elsevier, qui est à la tête d'un oligopole d'éditeurs savants, est actuellement la maison d'édition qui cristallise le boycott de certains scientifiques et bibliothèques universitaires. L'une des personnalités engagées dans ce boycott est le mathématicien Tim Gowers.
Les universités néerlandaises participent activement à ce mouvement,.
À plusieurs reprises, des comités éditoriaux de revues scientifiques appartenant à Elsevier ont démissionné en bloc en raison de leur désaccord avec les prix des abonnements ou le montant des frais de publication facturés par Elsevier. En 1999, le comité éditorial du Journal of Logic Programming ont démissionné et créé une nouvelle revue Theory and Practice of Logic Programming. En 2003, le comité éditorial du Journal of Algorithms a démissionné et créé la revue ACM Transactions on Algorithms. En 2005, le comité éditorial du International Journal of Solids and Structures a démissionné pour créer le Journal of Mechanics of Materials and Structures. En 2006, ce fut le tour du comité éditorial de la revue Topology, qui créa le Journal of Topology. En 2015, le comité éditorial du journal Lingua démissionna pour créer la revue en accès libre Glossa. En 2019, les membres du comité éditorial du Journal of Informetrics (en) ont démissionné et lancé une nouvelle revue (Quantitative Science Studies) avec le soutien du MIT, répondant aux exigences de l'Open Access et des besoins actuels de la recherche.
Les coûts croissants et le fait de disposer d'options alternatives (notamment les articles en libre accès et Sci-Hub) ont poussé certains pays à choisir le no deal et donc à ne plus avoir de contrat permettant à leurs scientifiques d'accéder aux revues Elsevier : c'était le cas, en 2018, de l'Allemagne, du Pérou, de la Suède et de Taïwan. L'université de Californie a également opté pour un no deal en février 2019, avant finalement de conclure un nouvel accord début 2021.

## Prix de la fondation Elsevier
Le prix de la fondation Elsevier pour les jeunes femmes scientifiques dans les pays en développement est décerné chaque année depuis 2011 à de jeunes femmes scientifiques de certains pays en développement d'Afrique, de la région arabe, de l’Asie-Pacifique, de l’Amérique latine et des Caraïbes. Il est ouvert aux femmes scientifiques qui vivent et travaillent dans l’un des 81 pays à faible rendement scientifique et est doté de 5000 dollars US. Le prix est remis lors de la réunion annuelle de l'Association américaine pour l'avancement des sciences.